# Mérida Open Akron 2025
Mérida Open Akron 2025 byl ženský tenisový turnaj na profesionálním okruhu WTA Tour, hraný v Yucatán Country Clubu. Třetí ročník Mérida Open probíhal mezi 24. únorem a 2. březnem 2025 v mexické Méridě, hlavním městě Yucatánu. Mexická událost byla přesunuta z podzimního termínu do úvodní části sezóny, když získala licenci WTA 500 od zrušeného San Diego Open v Kalifornii.
Turnaj dotovaný 1 064 510 dolary patřil poprvé do kategorie WTA 250, do níž byl povýšen z úrovně WTA 250. Nejvýše nasazenou singlistkou se stala desátá tenistka světa Emma Navarrová ze Spojených států. Jako poslední přímá účastnice se do dvouhry, v době ukončení přihlášek, kvalifikovala 58. hráčka žebříčku Polina Kuděrmetovová. Před zahájením se však odhlásila. V důsledku invaze Ruska na Ukrajinu na konci února 2022 řídící organizace tenisu ATP, WTA a ITF s grandslamy rozhodly, že ruští a běloruští tenisté mohli dále na okruzích startovat, ale do odvolání nikoli pod vlajkami Ruska a Běloruska.
Roli favoritky potvrdila Američanka Emma Navarrová, jež na okruhu WTA Tour vybojovala druhý singlový titul. Jako pátá šampionka na okruhu ve 21. století, neztratila ve finálovém souboji žádný game. Čtyřhru ovládly Polka Katarzyna Piterová s Egypťankou Majar Šarífovou, které získaly první společnou trofej WTA.

## Rozdělení bodů a finančních odměn

### Rozdělení bodů
| Soutěž  | Soutěž       | vítězky | finalistky | semifinalistky | čtvrtfinalistky | 16 v kole | 28 v kole | Q  | Q2 | Q1 |
| ------- | ------------ | ------- | ---------- | -------------- | --------------- | --------- | --------- | -- | -- | -- |
| dvouhra | [ 6 ] [ 10 ] | 500     | 325        | 195            | 108             | 60        | 1         | 25 | 13 | 1  |
| čtyřhra | [ 11 ]       | 500     | 325        | 195            | 108             | 1         | —         | —  | —  | —  |

### Finanční odměny
| Soutěž                                | Soutěž       | vítězky   | finalistky | semifinalistky | čtvrtfinalistky | 16 v kole | 28 v kole | Q2      | Q1      |
| ------------------------------------- | ------------ | --------- | ---------- | -------------- | --------------- | --------- | --------- | ------- | ------- |
| dvouhra                               | [ 6 ] [ 10 ] | 164 000 $ | 101 000 $  | 59 000 $       | 28 695 $        | 15 700 $  | 11 300 $  | 7 625 $ | 3 900 $ |
| čtyřhra                               | [ 11 ]       | 54 300 $  | 33 000 $   | 19 160 $       | 9 840 $         | 6 000 $   | —         | —       | —       |
| částky ve čtyřhře jsou uvedeny na pár |              |           |            |                |                 |           |           |         |         |

## Ženská dvouhra

### Nasazení
| Stát                          | Hráčka                | WTA  | Nasazení |
| ----------------------------- | --------------------- | ---- | -------- |
| USA                           | Emma Navarrová        | 9.   | 1.       |
| Španělsko                     | Paula Badosová        | 10.  | 2.       |
| Brazílie                      | Beatriz Haddad Maiová | 16.  | 3.       |
|                               | Anna Kalinská         | 19.  | 4.       |
| Chorvatsko                    | Donna Vekićová        | 20   | 5.       |
| Ukrajina                      | Marta Kosťuková       | 21.. | 6.       |
| Polsko                        | Magdalena Fręchová    | 28.  | 7.       |
| Řecko                         | Maria Sakkariová      | 29.  | 8.       |
| Žebříček WTA k 17. únoeu 2025 |                       |      |          |

### Jiné formy účasti
Následující hráčky obdržely divokou kartu do hlavní soutěže:
- Renáta Jamrichová
- Anna Kalinská
- Zeynep Sönmezová
- Sloane Stephensová

Následující hráčka nastoupila pod žebříčkovou ochranou:
- Julia Grabherová

Následující hráčky postoupily z kvalifikace:
- Emiliana Arangová
- Léolia Jeanjeanová
- Maya Jointová
- Francesca Jonesová
- Petra Martićová
- Darja Savilleová

Následující hráčka postoupila z kvalifikace jako šťastná poražená:
- María Lourdes Carléová

### Odhlášení
před zahájením turnaje
- Marie Bouzková → nahradila ji  Elisabetta Cocciarettová
- Anna Kalinská → nahradila ji  María Lourdes Carléová
- Polina Kuděrmetovová → nahradila ji  Majar Šarífová
- Veronika Kuděrmetovová → nahradila ji  Jaqueline Cristianová
- Renata Zarazúová → nahradila ji  Renáta Jamrichová

## Ženská čtyřhra

### Nasazení
| Stát                                                                      | Hráčka             | Stát      | Hráčka                      | WTA  | Nasazení |
| ------------------------------------------------------------------------- | ------------------ | --------- | --------------------------- | ---- | -------- |
| Kazachstán                                                                | Anna Danilinová    |           | Irina Chromačovová          | 35.  | 1.       |
|                                                                           | Alexandra Panovová | Austrálie | Ellen Perezová              | 38.  | 2.       |
| Maďarsko                                                                  | Tímea Babosová     | USA       | Nicole Melichar-Martinezová | 47.  | 3.       |
| Norsko                                                                    | Ulrikke Eikeriová  | Japonsko  | Makoto Ninomijová           | 100. | 4.       |
| Žebříček WTA k 17. únoru 2025; číslo je součtem umístění obou členek páru |                    |           |                             |      |          |

### Jiné formy účasti
Následující pár obdržel divokou kartu:
- Dimitra Pavlouová /  Maria Sakkariová

## Přehled finále

### Ženská dvouhra
- Emma Navarrová vs.  Emiliana Arangová, 6–0, 6–0

### Ženská čtyřhra
- Katarzyna Piterová /  Majar Šarífová vs.  Anna Danilinová /   Irina Chromačovová, 7–6(7–2), 7–5